# Dirinaria batavica
Dirinaria batavica är en lavart som beskrevs av D.D. Awasthi 1975. Dirinaria batavica ingår i släktet Dirinaria och familjen Caliciaceae.   Inga underarter finns listade i Catalogue of Life.